# エヌ・ティー・エス (出版社)
株式会社エヌ・ティー・エスは、東京都千代田区北の丸公園に本社を置く出版社。理工系の専門書の出版、科学技術に関するセミナーの開催などを行っている。

## 概要
- 所在地：東京都北の丸公園２－１　科学技術館２階
- 設立：1985年[1]

## 沿革
- 1984年 文京区本郷で創業
- 1985年 設立登記
- 1995年 文京区湯島に移転
- 2014年 現在地に移転

## 出版物

### 定期刊行物
- 『生物の科学 遺伝』 - 隔月刊（裳華房から引継ぎ[3]）
- 『未来材料』 - 月刊

## 情報事業
科学技術振興機構の委託を受け、科学技術文献情報データベース（JDreamII）の構築にも参加していた。